# يوشيز يونيفيرسال غرافيتيشن
يوشيز يونيفيرسال غرافيتيشن (بالإنجليزية: Yoshi's Universal Gravitation‎؛ باليابانية: ヨッシーの万有引力‎، ‏Yosshī no Ban'yū Inryoku) وتسمى اللعبة في أمريكا الشمالية يوشي توبسي-تورفي (بالإنجليزية: Yoshi Topsy-Turvy)‏، هي لعبة منصات صدرت لغيم بوي أدفانس طورتها أرتون ونشرتها نينتندو. تتميز بمستشعر إمالة مدمج يستخدم للتحكم في بيئة اللعبة. من خلال إمالة غيم بوي أدفانس إلى اليسار أو اليمين، يمكن للاعب إمالة منطقة اللعبة، مما يتسبب في انزلاق الأعداء والأشياء الأخرى مع تغير اتجاه الجاذبية. يتم استخدام آلية اللعب هذه لحل الألغاز أو مساعدة يوشي في إكمال المستويات. بينما يكون ذلك ممكنًا، فإن جهاز استشعار الإمالة يجعل اللعب على غيم بوي بلاير لغيم كيوب أمرًا صعبًا للغاية، حيث يتطلب من اللاعب إمالة النظام بأكمله لتحريك الخرطوشة. تلقت اللعبة آراء متباينة.

## الحبكة
تتشابه الحبكة والرسومات في اللعبة مع لعبة يوشيز ستوري لنينتندو 64.
عندما يبدأ باوزر في إحداث فوضى في يوشيز آيلاند، تحاصر روح كتاب تُدعى هونغو الجزيرة بأكملها داخل صفحات كتاب قصص. فقط من خلال قفل باوزر بعيدًا، يمكن ليوشي إقناع هونغو بالإفراج عن بقية الجزيرة، لذلك يشرع يوشي في التقدم خلال فصول الكتاب.

## أسلوب اللعب
يتم التحكم في كل مرحلة بواسطة روح، كل منها بهوس - يحب المرء المال، ويحب الأشياء السريعة، ويحب الود، ويحب القوة، وما إلى ذلك. وسوف يضعون إرشادات للمرحلة، مثل جمع الفاكهة لتحرير رقم معين من إيغلينغز، وإنهاء المرحلة قبل نفاد الوقت، والعثور على عدد معين من العملات المعدنية أو هزيمة - أو عدم هزيمة - عدد معين من الأعداء. من خلال تلبية متطلبات تلك الروح، يجتاز اللاعبون المرحلة.
يمكن ليوشي القفز وإخراج لسانه لأكل الفاكهة أو الأعداء، ولكن الميزة الرئيسية للعبة هي آلية الإمالة. من خلال تحريك غيم بوي أدفانس جنبًا إلى جنب، يميل اللاعب العالم حول يوشي، مما يتسبب في دوران الأعداء، وتأرجح السفن والبندولات، وارتداد العناصر في كل مكان. سيصبح الجدار غير سالك منحدرًا قابلاً للتسلق، أو ستصبح السجادة الملفوفة منصة طويلة. تتطلب كل بيئة من اللاعبين إتقان ليس فقط الضغط على الأزرار ولكن أيضًا حركات الإمالة للتقدم.

## التقييم
| استقبال |        |
| --- | ------ |
| الدرجات الإجمالية المجموع نقاط غيم رانكينغز 61.12% [ 1 ] ميتاكريتيك 60/100 [ 2 ] نتائج المراجعة نشرة نقاط 1أب.كوم +D [ 3 ] غيم إنفورمر 8/10 [ 4 ] غيم سبوت 6.6/10 [ 5 ] آي جي إن 5/10 [ 6 ] نينتندو باور 7/10 |        |
| الدرجات الإجمالية |        |
| المجموع | نقاط   |
| غيم رانكينغز | 61.12% |
| ميتاكريتيك | 60/100 |
| نتائج المراجعة |        |
| نشرة | نقاط   |
| 1أب.كوم | +D     |
| غيم إنفورمر | 8/10   |
| غيم سبوت | 6.6/10 |
| آي جي إن | 5/10   |
| نينتندو باور | 7/10   |

في وقت صدور اللعبة، اعتقد معظم النقاد أن لعبة يوشيز يونيفيرسال غرافيتيشن هي لعبة فرعية. قال كريج هاريس من آي جي إن إن اللعبة كانت قصيرة جدًا، واعتقد معظم النقاد أن لعبة غيم بوي أدفانس الأخرى تستخدم مستشعر الإمالة، واريو وير: تويستد!، كانت مثالًا أفضل على تقنية استشعار الإمالة في ألعاب الفيديو. وصف جيريمي باريش من 1أب.كوم عناصر التحكم في الإمالة بأنها «عديمة الرحمة وخرقاء» وأن الرسوم المتحركة للشخصية «متقطعة»، وخلص إلى أنها كانت لعبة «متواضعة» و «مملة». اعتقد جاستن كالفيرت من غيم سبوت أن الإمالة تعمل بشكل جيد وتمتع بالرسومات ومنحنى الصعوبة، ولكن بشكل عام وجد أن اللعبة «متكررة وقصيرة بشكل مخيب للآمال». استمتعت غيم إنفورمر باستشعار الميل، واصفة إياه بالميكانيكي «الأنيق» و «المبتكر» الذي «ينفث حياة جديدة في النوع [المنصة]»، لكنه أصيب بخيبة أمل من تصميمات المستوى، والتي كانت في الغالب «أجرة عادية جدًا.»
هناك نقطة أخرى غالبًا ما يتم انتقادها وهي أنه نظرًا لمستشعر الإمالة واتجاهها، لا يمكن لعب اللعبة بشكل مريح إلا على غيم بوي أدفانس الأصلي، بينما تنعكس بشكل محير على غيم بوي أدفانس أس بي ولا يمكن تشغيلها على الإطلاق على غيم بوي بلاير. ومع ذلك، تتضمن اللعبة في الواقع شاشة قائمة عند بدء التشغيل يمكن للاعب من خلالها تحديد النظام المحمول الذي يستخدمه: إما غيم بوي أدفانس الأصلي، وفي هذه الحالة يتم إدخال خرطوشة اللعبة من أعلى النظام، أو غيم بوي أدفانس أس بي أو غيم بوي مايكرو أو نينتندو دي أس أو نينتندو دي أس لايت وجميعها تتميز بفتحة تحميل سفلية لإدخال الخرطوشة. يؤدي تحديد اتجاه فتحة الخرطوشة المقابل في هذه القائمة إلى التخلص من استشعار الميل المعكوس بحيث يمكن تشغيل اللعبة على النحو المنشود على أي من هذه الأجهزة. يمكن للاعب أيضًا إعادة معايرة مستشعر الإمالة ليلائم أي نظام لعب يستخدمه.